# Somewhere in the Stratosphere
Albums de Shinedown
The Sound of Madness (deluxe)
(2008)
Somewhere in the Stratosphere est le troisième album live du groupe Shinedown sorti en 2011.

## Liste des chansons

### CD n°1: Live de l'État de Washington (Show électronique)
| No  | Titre                                 | Durée |
| --- | ------------------------------------- | ----- |
| 1.  | Intro                                 | 1:02  |
| 2.  | Sound of Madness                      | 3:56  |
| 3.  | Devour                                | 3:56  |
| 4.  | I Dare You                            | 3:43  |
| 5.  | Cyanide Sweet Tooth Suicide           | 3:37  |
| 6.  | If You Only Knew                      | 3:48  |
| 7.  | Diamond Eyes (Boom-Lay Boom-Lay Boom) | 5:41  |
| 8.  | 45                                    | 5:17  |
| 9.  | Burning Bright                        | 3:53  |
| 10. | Heroes                                | 3:30  |
| 11. | The Crow & the Butterfly              | 4:16  |
| 12. | Her Name Is Alice                     | 5:05  |
| 13. | Save Me                               | 3:31  |
| 14. | Left Out                              | 5:54  |
| 15. | Simple Man                            | 7:35  |
| 16. | Fly from the Inside                   | 5:39  |
| 17. | Second Chance                         | 5:38  |

### CD n°2: Live de Kansas City (Show Acoustique)
| No  | Titre                              | Durée |
| --- | ---------------------------------- | ----- |
| 1.  | Heroes                             | 8:08  |
| 2.  | Save Me                            | 3:40  |
| 3.  | If You Only Knew                   | 3:55  |
| 4.  | Sound of Madness                   | 4:35  |
| 5.  | Shed Some Light                    | 4:41  |
| 6.  | 45                                 | 6:12  |
| 7.  | I Dare You                         | 4:30  |
| 8.  | Times Like These                   | 4:07  |
| 9.  | The Crow & the Butterfly           | 4:36  |
| 10. | Burning Bright                     | 3:56  |
| 11. | Devour                             | 3:53  |
| 12. | Call Me                            | 4:41  |
| 13. | Fly from the Inside                | 5:36  |
| 14. | With a Little Help from My Friends | 5:29  |
| 15. | Simple Man                         | 6:14  |
| 16. | Second Chance                      | 5:06  |